# Talasnal
Talasnal ist ein portugiesisches Dorf in der Gemeinde (Freguesia) von Casal de Ermio, im Kreis (Concelho) von Lousã.
Es liegt zusammen mit den Dörfern Chiqueiro und Casal Novo in der Serra da Lousã. Alle drei Dörfer gehören zur Route der traditionellen Schiefer-Dörfer der Region, der Aldeias do Xisto. 
Wanderwege verbinden die Orte und führen durch die waldreiche Berglandschaft, die von Flüssen durchzogen ist. Von dem hochgelegenen Talasnal hat man dabei weite Ausblicke, auch über umliegende weitere Schieferdörfer.
In Talasnal haben sich einige Aussteiger angesiedelt, von denen einige auch kleine Gastronomiebetriebe und Herbergen des Turismo rural eröffneten.